# Seconde bataille du poste-frontière de Dehiba
Première guerre civile libyenne
Batailles
- 1re Benghazi
- El Beïda
- Derna
- 1re Tripoli
- Misrata
- 1re Zaouïa
- Djebel Nefoussa (1re Dehiba
- 2e Dehiba
- Gharyan)
- 1re Brega
- 1re Ras Lanouf
- 1re Ben Jawad
- 2e Ras Lanouf
- 2e Brega
- 1re Ajdabiya
- 2e Benghazi
- 2e Ajdabiya
- 1re golfe de Syrte
- 3e Brega
- Al Jawf
- Front de Misrata (Zliten
- Tawarga
- 2e Zaouïa
- 4e Brega
- Fezzan
- Birak)
- 5e Brega
- 3e Zaouïa
- 2e Tripoli
- 2e Sebha
- 2e golfe de Syrte (Syrte)
- Offensive de Bani Walid (Tarhounah - Bani Walid)

- Intervention militaire de l’OTAN
- Opération Ellamy (Royaume-Uni)
- Opération Harmattan (France)
- Opération Odyssey Dawn (États-Unis)
- Opération Mobile (Canada)

La seconde bataille du poste-frontière de Dehiba est une bataille de la guerre civile libyenne qui a lieu du 24 au 28 avril 2011 et oppose les rebelles aux loyalistes. L'armée tunisienne aurait également participé à cette bataille à Wazzin (en) (Libye) et Dehiba (Tunisie). Ces combats auraient fait fuir plus de 5 000 personnes en direction de la Tunisie.

## Contexte
Au début de la guerre, les villes du djebel Nefoussa rejoignent rapidement le soulèvement contre Mouammar Kadhafi, mais ssont bientôt la cible d'attaques massives de la part des forces loyalistes. Wazzin est d'abord prise par les rebelles, mais tombe bientôt sous leur contrôle, coupant ainsi la voie d'approvisionnement vers les villes de montagne tenues par les rebelles. Pour alléger la pression militaire et humanitaire sur leurs villes assiégées, les rebelles combattent pour reprendre le passage.

## Déroulement
Les premiers affrontements débutent le 24 avril lorsque les forces loyalistes commencent à bombarder le poste-frontière avec pour but de le reprendre ; aucune victime n'est cependant signalée.
Le 27, les forces de Mouammar Kadhafi bombardent la ville tandis que l'infanterie tente de prendre les insurgés à revers en passant par le territoire tunisien. Cependant, ceux-ci sont stoppés par l'armée tunisienne sans combats.
Le lendemain, les forces pro-Kadhafi passent à nouveau à l'offensive : les insurgés libyens sont passés de l'autre côté de la frontière, poursuivis par des forces pro-Kadhafi sur plus d'un kilomètre de profondeur en territoire tunisien. Des soldats tunisiens auraient alors pris part aux combats ; des soldats pro-Kadhafi et des insurgés auraient été arrêtés. D'intenses combats ont lieu au début de l'après-midi, mais le poste-frontière est repris par les forces pro-Kadhafi. Les insurgés reprennent le poste-frontière en fin d'après-midi après un violent affrontement au cours duquel huit soldats loyalistes sont tués.
Le 29 avril, la situation à la frontière avec la Tunisie commence à se détériorer rapidement. Les forces rebelles utilisent fréquemment la région frontalière pour échapper à la capture des forces de Kadhafi, ainsi que comme principale voie de ravitaillement. En réponse, les forces loyalistes lancent un barrage d'artillerie sur la ville tunisienne de Dehiba et franchissent la frontière. Des éléments de l'armée tunisienne et de la police des frontières, récemment rentrés à leurs postes après la violation de la frontière du 28, ripostent avec une force meurtrière à l'incursion. En milieu d'après-midi, des articles de presse indiquent que l'armée tunisienne est engagée dans des combats avec l'armée libyenne dans le centre de Dehiba. Plus tard dans la journée, les combats entre les forces pro-Kadhafi et l'armée tunisienne cessent. L'armée tunisienne capture et désarme des soldats pro-Kadhafi, puis les renvoit en Libye.
Au 1er mai, les forces de Kadhafi continuent de bombarder le territoire tunisien, bien qu'aucune nouvelle victime n'ait été signalée.
Le 7, de nouveaux combats à Wazzin entraînent de nouveaux tirs d'obus en territoire tunisien, provoquant des évacuations massives dans la ville frontalière de Dehiba. Une centaine d'obus tombent en territoire tunisien, endommageant une maison, mais sans faire de victimes. Les autorités tunisiennes déclarent que la situation est « très dangereuse » et qu'elles feraient tout leur possible pour protéger leur pays. Le 16, les troupes tunisiennes arrêtent 200 soldats loyalistes à bord de 4x4 qui tentaient de contourner les rebelles. Les soldats coopérent et il n'y a pas d'affrontement.
Les combats transforment Wazzin (en) en une sorte de ville fantôme, uniquement utile comme emplacement stratégique.